# Prijebljezi
Prijebljezi (cyr. Пријебљези) – wieś w Bośni i Hercegowinie, w Republice Serbskiej, w gminie Srbac. W 2013 roku liczyła 432 mieszkańców.